# スティーヴン・ヘレク
スティーヴン・ロバート・ヘレク（Stephen Robert Herek、1958年11月10日 - ）は、アメリカ合衆国の映画監督。
テキサス州サンアントニオ出身。テキサス大学オースティン校卒業後、ロジャー・コーマン主宰のニューワールド・ピクチャーズに入り、製作助手や編集技師として働いた。1986年に『クリッター』で監督デビュー。

## 主な作品
- クリッター Critters（1986）
- ビルとテッドの大冒険 Bill & Ted's Excellent Adventure（1988）
- ドリーム・ガール/ママにはないしょの夏休み Don't Tell Mom the Babysitter's Dead（1991）
- 飛べないアヒル The Mighty Ducks（1992）
- 三銃士 The Three Musketeers（1993）
- 陽のあたる教室 Mr.Holland's Opus（1995）
- 101 101 Dalmatians（1996）
- ホーリーマン Holy Man（1998）
- ロック・スター Rock Star（2001）
- ブロンド・ライフ Life or Something Like It（2002）
- チアガール VS テキサスコップ Man of the House（2005）
- デッド・ライク・ミー 死神の新たな仕事 Dead Like Me: Life After Death（2009）オリジナルビデオ
- イントゥ・ザ・ブルー2 Into the Blue 2: The Reef（2009）オリジナルビデオ
- ギリーは幸せになる The Great Gilly Hopkins（2016）
- パリピ的アフターライフの始め方 Afterlife of the Party（2021）